# 安吉麗娜·派珀
安吉麗娜·派珀（2000年5月14日—）是一名白俄羅斯出身的女性歌手，擅長的風格為流行音樂及民俗音樂。安吉麗娜十歲時發行了她的第一首歌曲“Беларусочка”（白俄羅斯姑娘），不久之後發行了更多愛國音樂，主要是前蘇聯和二戰主題。 在2013年和2014年，她參加了白俄羅斯青年歐洲歌唱大賽的全國評選。 2018年曾代表白俄羅斯參加歐洲歌唱大賽。
她能使用白俄羅斯語、俄語和波蘭語演唱歌曲。

## 外部連結
- 官方Youtube頁面 （页面存档备份，存于）
- Angelina Pipper （页面存档备份，存于） 歌手vk頁面